# 唐亮
唐 亮（とう りょう、1963年 - ）は、日本の政治学者。早稲田大学政治経済学術院教授。

## 略歴
中華人民共和国浙江省紹興市出身。
1983年北京大学国際関係学部卒業。1986年同大学院国際関係学院修士課程修了。1993年慶應義塾大学大学院法学研究科博士課程修了。法学博士（政治学）。
横浜市立大学国際文化学部助教授、法政大学法学部教授などを経て、2009年より早稲田大学政治経済学部教授。

## 著書

### 単著
- 『現代中国の党政関係』（慶應義塾大学出版会, 1997年）
- 『変貌する中国政治』（東京大学出版会, 2001年）
- 『現代中国の政治』（岩波書店, 2012年）

### 共著
- （家近亮子, 松田康博）『5分野から読み解く現代中国』（晃洋書房, 2009年・2016年新版）
- （松里公孝）『ユーラシア地域大国の統治モデル』（ミネルヴァ書房, 2013年）